# 1850
1850 (MDCCCL) byl rok, který dle gregoriánského kalendáře započal úterým.

## Události
- 19. ledna – Zastaveno vydávání Národních novin, kvůli článku Františka Palackého a Karla Havlíčka Borovského.
- 18. března
  - Císař František Josef I. uvádí v život první reformy při snaze modernizovat říši.
  - V USA byla založena finanční společnost American Express.
- 8. května – Karel Havlíček Borovský začal v Kutné Hoře vydávat časopis Slovan, který měl nahradit Národní noviny.
- 30. května – Na Smetanově nábřeží v Praze byla odhalena Krannerova kašna.
- 1. června
  - V Praze byl uveden do provozu Negrelliho viadukt.
  - V Rakouském císařství byly vydány první poštovní známky.
  - V USA proběhlo sčítání obyvatel. Jejich počet byl 23 191 876, z toho přes 3,2 milionu otroků.
- 6. července – Připojení předměstských obcí k Brnu.
- 9. července – Zemřel americký prezident Zachary Taylor a do úřadu nastoupil dosavadní viceprezident Millard Fillmore.
- 9. září
  - Kalifornie se stala 31. státem USA.
  - Vznik Teritoria Nové Mexiko.
- 18. září – Americký Kongres schvaluje Fugitive Slave Act.
- 29. listopadu – V Olomoucké punktaci muselo Prusko pod tlakem Ruska uznat vedoucí postavení Rakouska v Německém spolku.
- V habsburské monarchii byla zrušena panství a zavedeno prozatímní obecní zřízení na základě provizorního nařízení ze dne 17. března 1849, č. 170 říš. zákona. Zároveň vznikla statutární města nepodléhajících obecnímu zřízení. V srpnu proběhly první obecní volby.
- Povstání tchaj-pchingů v Číně proti upadající dynastii Mandžuú (1864).
- V USA byl přijat soubor pěti zákonů, tzv. Kompromis roku 1850, kterými se zmírnilo napětí mezi státy Severu a Jihu. Schválen byl také zákon o uprchlých otrocích.
- Podnikatel Ignác Šustala zřídil dílnu, ze které později vzešla firma Kopřivnická vozovka a následně automobilka Tatra.
- V Rakouském císařství po 101 letech zanikl Nejvyšší soudní úřad a vznikl Nejvyšší soudní a kasační dvůr.
- Detektiv Allan Pinkerton založil v Chicagu soukromou detektivní agenturu Pinkerton.
- Ve Francii bylo ve školách pro nevidomé zavedeno Braillovo písmo.

### Probíhající události
- 1817–1864 – Kavkazská válka
- 1848–1852 – Prusko-dánská válka
- 1850–1864 – Povstání tchaj-pchingů

## Vědy a umění
- 28. srpna – Ve Výmaru měla premiéru opera německého skladatele Richarda Wagnera Lohengrin.
- Vídeňský lihovarník Hynek Mautner vyrobil tzv. „pekařské droždí“.

## Narození

### Česko

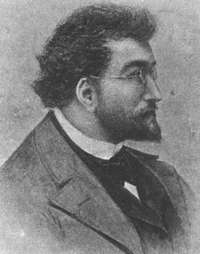
Ladislav Stroupežnický (* 6. ledna)

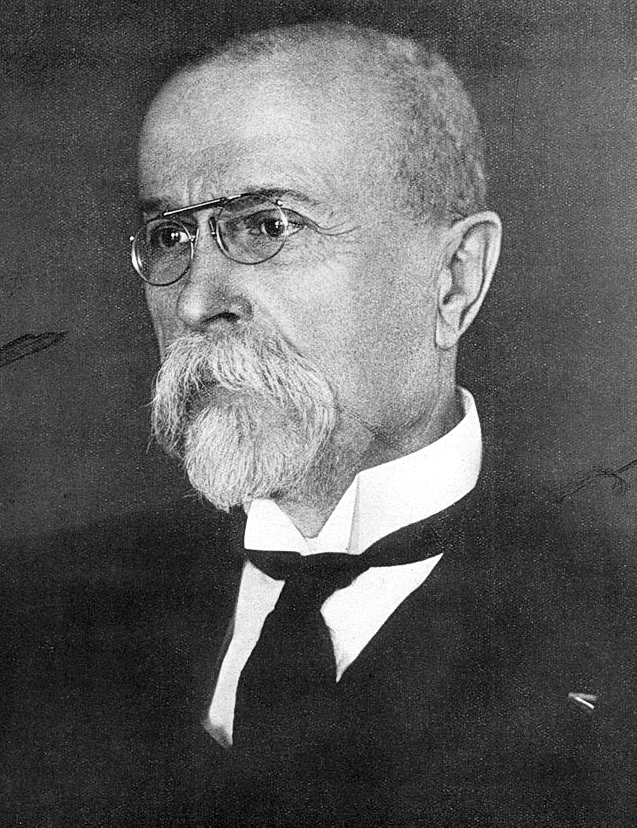
Tomáš Garrigue Masaryk (* 7. března)

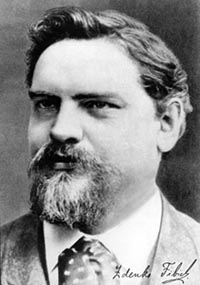
Zdeněk Fibich (* 21. prosince)

- 1. ledna – Miroslav Krajník, právník, básník a překladatel († 3. července 1907)
- 2. ledna – Václav Vlastimil Hausmann, hudební skladatel († 11. dubna 1903)
- 6. ledna – Ladislav Stroupežnický, dramatik († 11. srpna 1892)
- 14. ledna – Jan Zdeněk Veselý, pražský sládek, sokolský funkcionář, dramatik († 5. června 1890)
- 19. ledna – Jan Hellich, farmakolog, přírodovědec, archeolog a vlastivědný pracovník († 30. září 1931)
- 29. ledna – Josef Hybeš, politik a novinář († 19. července 1921)
- 30. ledna – Albína Dvořáková-Mráčková, spisovatelka († 23. května 1893)
- 14. února – Vojtěch Kulp, politik († 23. března 1932)
- 2. března – Karel Marek, předlitavský ministr financí († 15. října 1936)
- 3. března – Zdenko Hans Skraup, chemik († 10. září 1910)
- 7. března – Tomáš Garrigue Masaryk, politik, státník a filozof, zakladatel Československa († 14. září 1937)
- 12. března – Bernard Otto Seeling, sochař († 20. dubna 1895)
- 17. března – Josef Čipera, pedagog a politik († 9. června 1911)
- 24. března – Josef Zít, pediatr († 31. ledna 1887)
- 25. března – František Vogner, skladatel a sbormistr († 23. listopadu 1930)
- 31. března – Josef Baše, evangelický básník († 10. ledna 1899)
- 10. dubna – Vincenc Strouhal, experimentální fyzik († 23. ledna 1922)
- 13. dubna – Zdeněk Strobach, právník a politik († 21. dubna 1910)
- 19. dubna – Josef Strachovský, sochař († 9. července 1913)
- 12. května – Petr Cingr, sociálně demokratický novinář a politik († 4. listopadu 1920)
- 18. května – Ferdinand August Spiegel-Diesenberg, moravský šlechtic , velkostatkář a poslanec Moravského zemského sněmu († 1913)
- 19. června – August Fournier, historik, vysokoškolský pedagog a politik († 18. května 1920)
- 26. června – Ferdinand Lobkowicz, šlechtic a politik († 22. dubna 1926)
- 16. července – Adolf Glöckner, poslanec Českého zemského sněmu a Říšské rady, starosta Morašic († 14. března 1936)
- 30. července – Antonín Popp, sochař, medailér († 10. června 1915)
- 2. srpna – Josef Lacina, historik a spisovatel († 21. června 1908)
- 9. srpna – František Michl, lékař – chirurg († 2. srpna 1900)
- 16. srpna – Karel Emanuel ze Žerotína, moravský šlechtic a politik († 26. prosince 1934)
- 24. srpna – Gustav Wiedermann, architekt († 11. února 1914)
- 29. srpna – Adolf Frumar, pedagog († 14. června 1913)
- 6. září – Alfred Seifert, malíř († 6. února 1901)
- 13. září – František Storch, právník a rektor Univerzity Karlovy († 21. prosince 1924)
- 21. září – Jan Hanuš Sitt, houslista, violista a hudební skladatel († 10. března 1922)
- 24. září – Adolf Srb, novinář a politik († 14. dubna 1933)
- 3. října – Josef Kowař, probošt litoměřické kapituly († 4. ledna 1930)
- 5. října – Josef Šíl, lékař a politik († 28. února 1933)
- 13. října – Theodor Altschul, pražský německý lékař-hygienik († 6. října 1918)
- 15. října – František Čížek, advokát a veřejný činitel († 24. prosince 1889)
- 17. října – Viktor Palkovich, československý politik († ? 1930)
- 22. října – Josef Herold, advokát a politik († 4. dubna 1908)
- 25. října – Josef Fořt, politik († 11. května 1929)
- 27. října – Josef Adel Wünsch, varhaník a skladatel († 18. srpna 1941)
- 3. listopadu – František Sláma, slezský buditel, spisovatel a politik († 25. dubna 1917)
- 8. listopadu – Karel Komzák mladší, skladatel a dirigent († 23. dubna 1905)
- 13. listopadu – Jan Herzer, překladatel z francouzštiny, autor slovníku a učebnic († 13. dubna 1903)
- 16. listopadu – Alois Rzach, sudetoněmecký klasický filolog a historik († srpna 1935)
- 19. listopadu – Josef Hubáček, právník a novinář († 5. března 1900)
- 20. listopadu – Charlotta Garrigue-Masaryková, manželka československého prezidenta T. G. Masaryka († 13. května 1923)
- 30. listopadu – František Malinský, podnikatel, politik a poslanec († 7. dubna 1926)
- 20. prosince – František Šípek, herec a režizér († 27. ledna 1906)
- 21. prosince – Zdeněk Fibich, hudební skladatel († 15. října 1900)
- 28. prosince – František Mareš, archivář a spisovatel († 12. února 1939)

### Svět

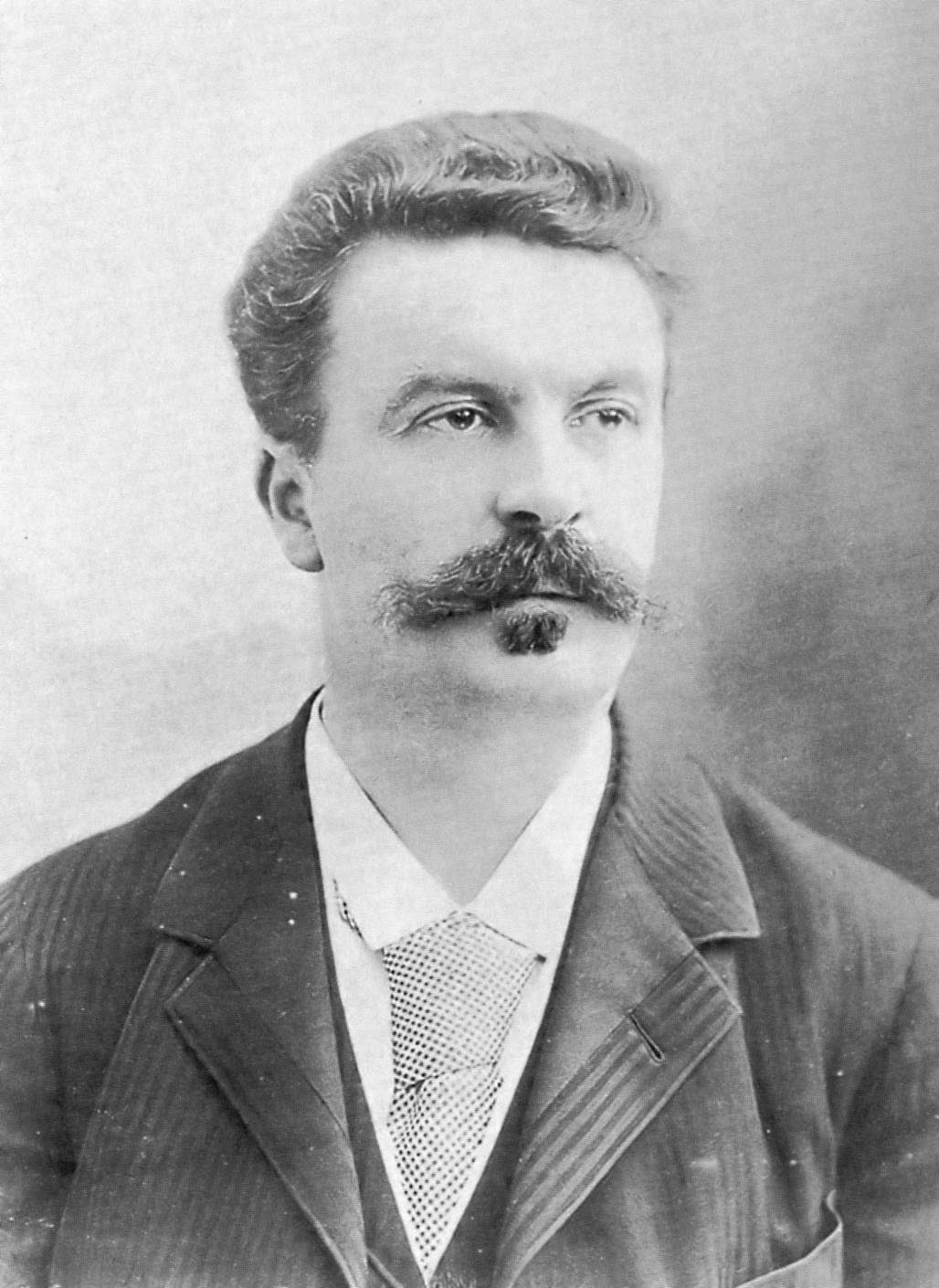
Guy de Maupassant (* 5. srpna)

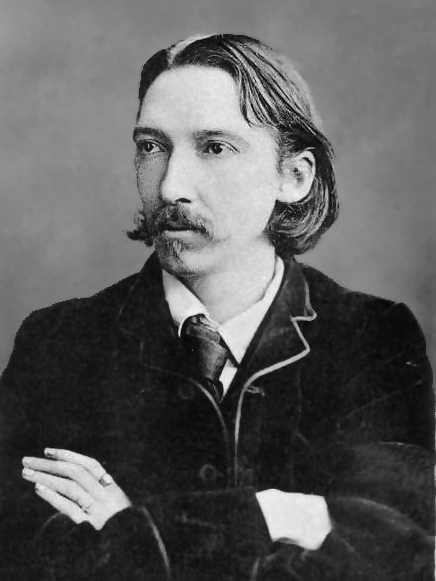
Robert Louis Stevenson (* 13. listopadu)

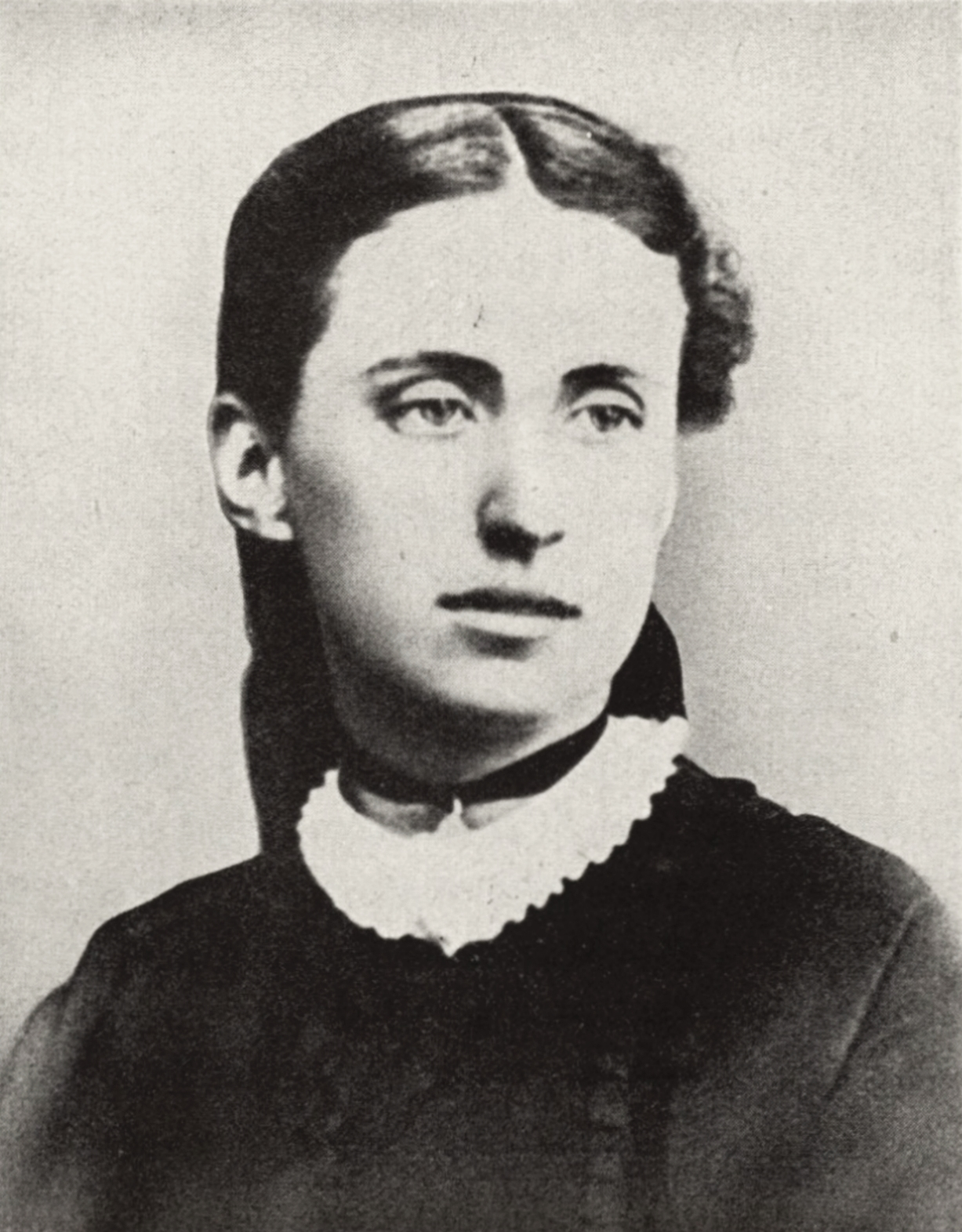
Charlotta Garrigue-Masaryková (* 20. listopadu)

- 4. ledna – Griffith J. Griffith, americký novinář a průmyslník († 6. července 1919)
- 6. ledna
  - Eduard Bernstein, německý politik († 18. prosince 1932)
  - Witold Zglenicki, polský geolog († 6. července 1904)
- 11. ledna – Eugen Kumičić, chorvatský spisovatel a politik († 13. května 1904)
- 14. ledna – Alexej Alexandrovič Romanov, ruský velkokníže a generál admirál († 14. listopadu 1908)
- 15. ledna – Mihai Eminescu, rumunský básník († 15. června 1889)
- 15. ledna – Sofia Kovalevská, ruská matematička († 10. února 1891)
- 24. ledna – Hermann Ebbinghaus, německý filosof a psycholog († 26. února 1909)
- 27. ledna – Edward J. Smith, kapitán lodi Titanic († 15. dubna 1912)
- 28. ledna – William Abner Eddy, americký novinář, fotograf a vynálezce († 26. prosince 1909)
- 29. ledna
  - Lawrence Hargrave, australský astronom a letecký průkopník († 6. července 1915)
  - Jeanette Thurber, ředitelka newyorské konzervatoře († 6. července 1946)
- 30. ledna – Aleksander Gierymski, polský malíř († 7. března 1901)
- 14. února – Nikolaj Konstantinovič Romanov, ruský velkokníže († 27. ledna 1918)
- 12. února
  - William Morris Davis, americký geograf, geolog, geomorfolog a meteorolog († 5. února 1934)
  - Auguste Hauschnerová, německá spisovatelka († 10. dubna 1924)
- 13. února – Jindřich Larisch-Mönnich II., slezský šlechtic, průmyslník a uhlobaron († 8. prosince 1918)
- 15. února – Adolf Jarisch, rakouský dermatolog († 21. března 1902)
- 19. února – Ernst Bernheim, německý historik († 3. března 1942)
- 6. března – Adolf Martens, německý metalurg († 24. července 1914)
- 10. března – Spencer Gore, anglický tenista a hráč kriketu († 19. dubna 1906)
- 13. března – Attilio Hortis, rakouský historik a politik († 23. února 1926)
- 18. března – Hugo Charlemont, rakouský malíř († 18. dubna 1939)
- 16. dubna – Sidney Gilchrist Thomas, anglický chemik, metalurg a vynálezce († 1. února 1885)
- 19. dubna – Otto Haab, švýcarský oftalmolog († 17. října 1931)
- 20. dubna – Jean-François Raffaëlli, francouzský malíř a sochař († 11. února 1924)
- 27. dubna – Engelbert Pernerstorfer, rakouský politik († 6. ledna 1918)
- 1. května – Artur Sasko-Koburský, syn britské královny Viktorie († 16. ledna 1942)
- 4. května – Emanuel Stěpanovič Šiffers, ruský šachista († 12. prosince 1904)
- 13. května – Modest Iljič Čajkovskij, ruský dramatik, operní libretista a překladatel († 15. ledna 1916)
- 18. května – Oliver Heaviside, britský matematik a fyzik († 3. února 1925)
- 21. května – Giuseppe Mercalli, italský seismolog a vulkanolog († 19. března 1914)
- 30. května – Grazioso Enea Lanfranconi, italský vynálezce († 9. března 1895)
- 5. června – Pat Garrett, americký šerif († 28. února 1908)
- 6. června – Karl Ferdinand Braun, německý fyzik, nositel Nobelovy ceny († 20. dubna 1918)
- 12. června – Georges Demenÿ, francouzský vynálezce a gymnasta († 26. října 1917)
- 24. června – Horatio Kitchener, britský maršál a politik († 5. června 1916)
- 27. června
  - Jørgen Pedersen Gram, dánský matematik († 29. dubna 1916)
  - Ivan Vazov, bulharský spisovatel († 22. září 1921)
- 14. července – Karl Wilhelm von Dalla Torre, rakouský entomolog († 6. dubna 1928)
- 16. července – Carl Roman Abt, švýcarský konstruktér a vynálezce († 1. května 1933)
- 5. srpna – Guy de Maupassant, francouzský spisovatel († 6. července 1893)
- 8. srpna – Witold Korytowski, předlitavský politik († 10. července 1923)
- 13. srpna – Andrea Carlo Ferrari, arcibiskup Milána a kardinál († 2. února 1921)
- 25. srpna
  - Charles Richet, francouzský fyziolog, nositel Nobelovy ceny († 4. prosince 1935)
  - Pavel Axelrod, ruský politik († 16. dubna 1928)
- 26. srpna – Koloman Banšell, slovenský básník a literární teoretik († 27. března 1887)
- 28. srpna – Émile Amélineau, francouzský architekt a egyptolog († 12. ledna 1915)
- 29. srpna – Othmar Zeidler, rakouský chemik († 17. června 1911)
- 30. srpna – Marcelo H. del Pilar, filipínský spisovatel a novinář († 4. července 1896)
- 4. září – Luigi Cadorna, italský generál a politik († 21. prosince 1928)
- 6. září – Léon-Adolphe Amette, pařížský arcibiskup a kardinál († 29. srpna 1920)
- 10. září – Johann Baptist Blobner, rakouský pedagog, sbormistr a skladatel českého původu († 19. května 1931)
- 1. října – Paul Grawitz, německý patolog († 27. června 1932)
- 3. října – Franciszek Rychnowski, polský inženýr a vynálezce († 1929)
- 4. října – Júlio Zeferino Schultz Xavier, portugalský kontradmirál († 1939)
- 6. října – William Niven, americký mineralog a archeolog († 2. června 1937)
- 8. října – Henry Le Chatelier, francouzský chemik († 17. září 1936)
- 17. října – Siri von Essen, finská herečka († 21. dubna 1912)
- 18. října – Basil Hall Chamberlain, britský japanolog († 15. února 1935)
- 20. října – Béla Gerster, uherský inženýr a stavitel († 3. srpna 1923)
- 6. listopadu – Ernest von Koerber, rakousko-uherský politik († 5. března 1919)
- 9. listopadu – Ignacio Bolívar, španělský botanik a entomolog († 19. listopadu 1944)
- 12. listopadu – Michail Ivanovič Čigorin, ruský šachista († 25. ledna 1908)
- 13. listopadu – Robert Louis Stevenson, skotský spisovatel († 3. prosince 1894)
- 16. listopadu – Abbot Kinney, americký developer († 4. listopadu 1920)
- 20. listopadu – Wilhelm Klein, rakouský archeolog († 2. února 1924)
- 26. listopadu – Ernst Kohlrausch, německý sportovní vědec, chronofotograf († 16. května 1923)
- 1. prosince – Robert Wilson Shufeldt, americký ornitolog, lékař a fotograf († 21. ledna 1934)
- 8. prosince – Luigi Nono, italský malíř († 17. října 1918)
- 9. prosince – Emma Abbottová, americká sopranistka († 5. ledna 1891)
- 25. prosince – Mark Natanson, ruský revolucionář († 29. července 1919)
- 29. prosince – Tomás Bretón, španělský dirigent a hudební skladatel († 2. prosince 1923)
- ? – Carlo Brogi, italský fotograf († 25. dubna 1925)
- ? – Vissarion Džugašvili, otec Josifa Stalina († 25. srpna 1909)
- ? – Eugenio Interguglielmi, italský fotograf († 1911)
- ? – Elisabeth Wieseová, německá sériová vražedkyně († 2. února 1905)
- ? – Lella Ricci, italská operní zpěvačka († 7. října 1871)

## Úmrtí

### Česko
- 19. ledna – František Vetešník, kněz, národní buditel, spisovatel (* 1. listopadu 1784)
- 19. března – Vojtěch Jírovec, hudební skladatel (* 20. února 1763)
- 3. dubna – Václav Jan Křtitel Tomášek, hudební skladatel (* 17. dubna 1774)
- 5. června – Josef Ondřej Lindauer, českobudějovický biskup (* 29. listopadu 1784)

### Svět

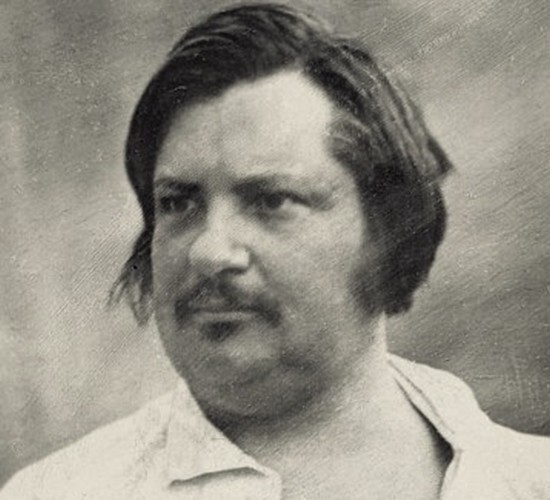
Honoré de Balzac († 18. srpna)

- 1. ledna – Raphael Georg Kiesewetter, rakouský hudební historik (* 29. srpna 1773)
- 20. ledna – Lorenzo Bartolini, italský neoklasicistní sochař (* 7. ledna 1777)
- 22. ledna – Guillaume-Joseph Chaminade, francouzský kněz, blahoslavený (* 8. dubna 1761)
- 27. ledna – Johann Gottfried Schadow, německý sochař (* 20. května 1764)
- 16. února – Édouard Alletz, francouzský diplomat a spisovatel (* 23. dubna 1798)
- 27. března – Wilhelm Beer, německý bankéř a astronom (* 4. ledna 1797)
- 31. března
  - John C. Calhoun, americký politik (* 18. března 1782)
  - Josef Karl Bernard, česko-rakouský novinář a libretista (* 26. ledna 1780)
- 7. dubna – William Lisle Bowles, anglický básník a kritik (* 24. září 1762)
- 11. dubna – Alois Dessauer, německý dvorní bankéř (* 21. února 1763)
- 18. dubna – Marie Tussaud, francouzská tvůrkyně voskových soch (* 12. prosince 1761)
- 23. dubna – William Wordsworth, anglický romantický básník (* 7. dubna 1770)
- 1. května – Henri Marie Ducrotay de Blainville, francouzský zoolog a anatom (* 12. září 1777)
- 9. května – Joseph Louis Gay-Lussac, francouzský chemik a fyzik (* 6. prosince 1778)
- 15. května – Nükhetsezâ Hanım, konkubína osmanského sultána Abdulmecida I. (* 2. ledna 1857)
- 4. června – Nükhetsezâ Hanımefendi, manželka osmanského sultána Abdulhamida I. (* 1760)
- 13. června – Juraj Palkovič, slovenský básník, novinář, pedagog (* 27. února 1769)
- 2. července – Robert Peel, britský státník (* 5. února 1788)
- 4. července – William Kirby, anglický entomolog (* 19. září 1759)
- 7. července – Carl Rottmann, německý malíř (* 11. ledna 1797)
- 8. července – Adolf z Cambridge, britský šlechtic a syn krále Jiřího III. (* 24. února 1774)
- 9. července
  - Sajjid Alí Muhammad, zvaný Báb, zakladatel bábismu (* 20. října 1819)
  - Zachary Taylor, americký prezident (* 24. listopadu 1784)
- 19. července – Margaret Fuller, americká novinářka (* 23. května 1810)
- 11. srpna – Atiye Sultan, osmanská princezna a dcera sultána Mahmuda II. (* 2. ledna 1824)
- 17. srpna – José de San Martín, argentinský bojovník za nezávislost (* 25. února 1778)
- 18. srpna – Honoré de Balzac, francouzský spisovatel (* 20. května 1789)
- 22. srpna – Nikolaus Lenau, rakouský básník (* 25. srpna 1802)
- 26. srpna – Ludvík Filip, poslední francouzský král (* 6. října 1773)
- 2. září – Charles Watkin Williams-Wynn, britský politik (* 9. října 1775)
- 22. září – Johann Heinrich von Thünen, německý ekonom, geograf a statkář (* 24. června 1783)
- 23. září – José Gervasio Artigas, uruguayský generál a politik (* 19. července 1764)
- 7. října – Karl Schorn, německý malíř (* 16. října 1803)
- 11. října – Luisa Marie Orléanská, belgická královna manželka Leopolda I. Belgického (* 3. dubna 1812)
- 14. října – Wilhelm Hanstein, německý šachový mistr (* 3. srpna 1811)
- 5. listopadu – Ferdinand Karel Josef Rakouský-Este, rakouský arcivévoda a polní maršál (* 25. dubna 1781)
- 19. listopadu – Richard Mentor Johnson, americký politik, viceprezident USA (* 17. října 1780)
- 10. prosince
  - François Sulpice Beudant, francouzský mineralog a geolog (* 5. září 1787)
  - Józef Bem, polský generál (* 14. března 1794)
- 25. prosince – Frédéric Bastiat, francouzský liberál (* 30. června 1801)
- ? – Jean Broc, francouzský malíř (* 16. prosince 1771)

## Hlavy států

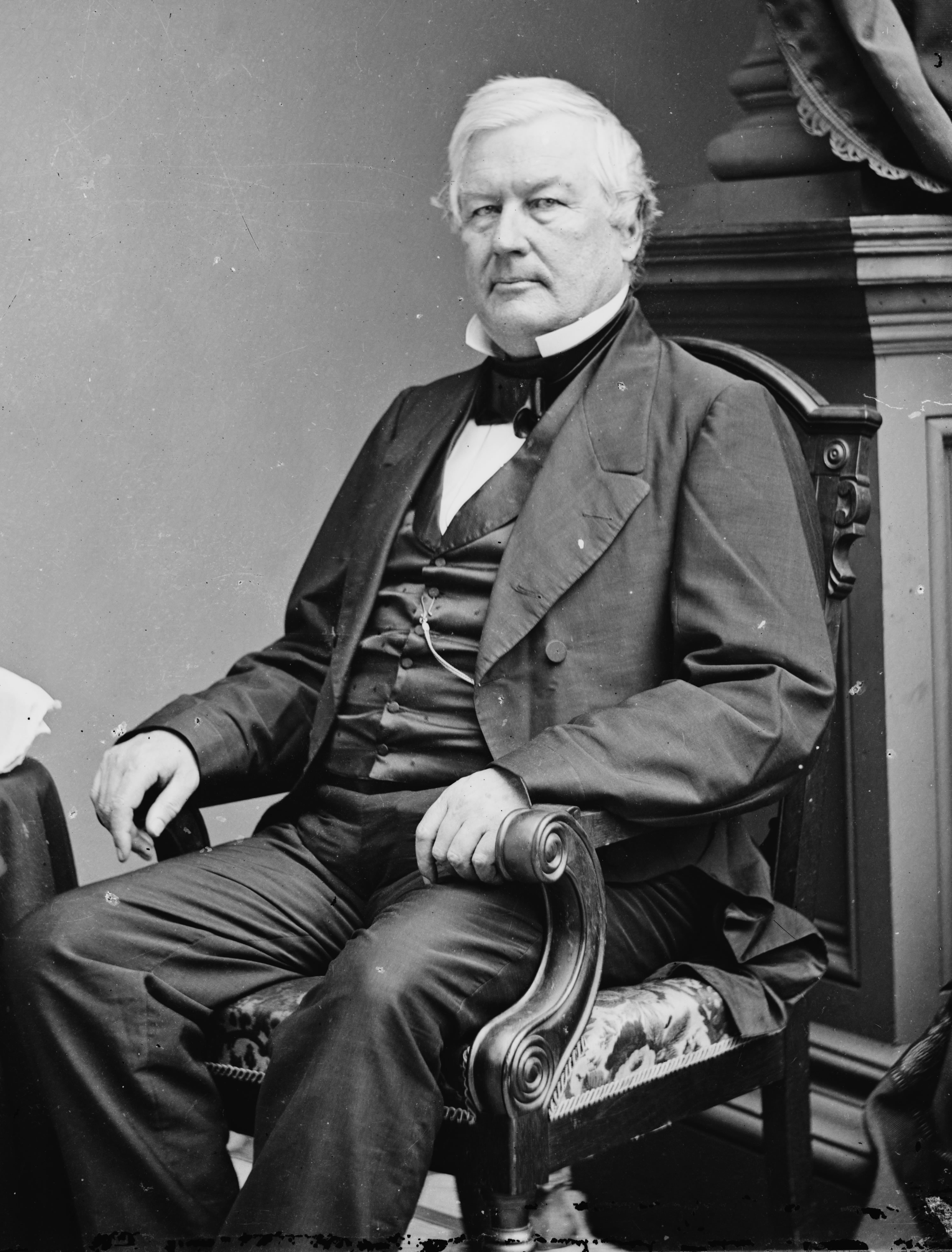
Americkým prezidentem se stal Millard Fillmore

- Francie – Ludvík Napoleon (1848–1852)
- Království obojí Sicílie – Ferdinand II. (1830–1859)
- Osmanská říše – Abdülmecid I. (1839–1861)
- Prusko – Fridrich Vilém IV. (1840–1861)
- Rakouské císařství – František Josef I. (1848–1916)
- Rusko – Mikuláš I. (1825–1855)
- Spojené království – Viktorie (1837–1901)
- Španělsko – Isabela II. (1833–1868)
- Švédsko – Oskar I. (1844–1859)
- USA – Zachary Taylor (1849–1850) do 9. července / Millard Fillmore (1850–1853) od 9. července
- Papež – Pius IX. (1846–1878)
- Japonsko – Kómei (1846–1867)
- Lombardsko-benátské království – Josef Radecký